# Memoriav

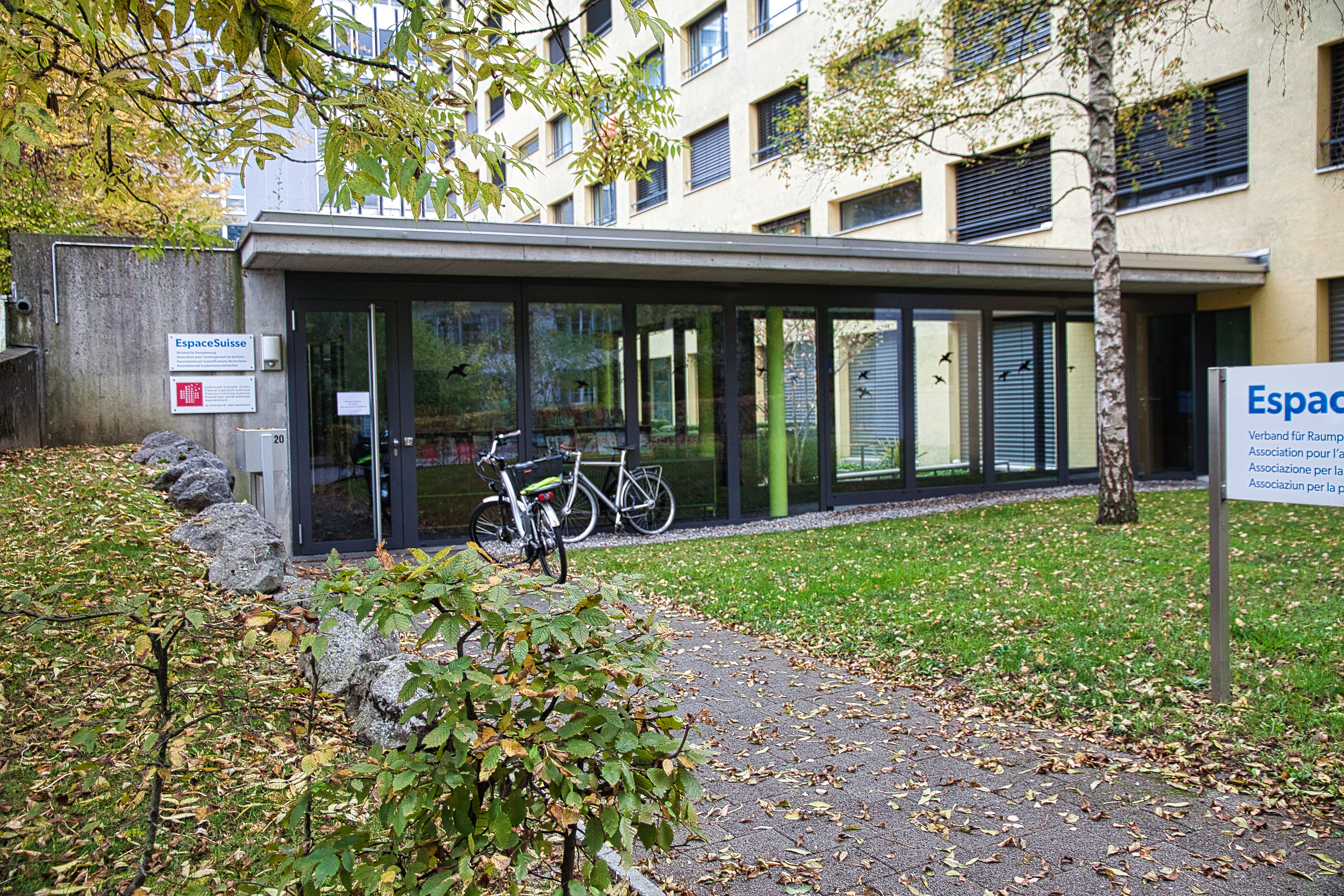
Eingang zu Memoriav am Sulgenrain 20 in Bern

Memoriav ist ein 1995 gegründeter Verein, der sich die Erhaltung und die Erschliessung des schweizerischen audiovisuellen Kulturgutes zur Aufgabe gemacht hat. In Zusammenarbeit mit Schweizer Gedächtnisinstitutionen macht Memoriav deren Bestände in der Datenbank Memobase zugänglich.

## Ziele
Ziel des Vereins ist die Erhaltung von audiovisuellen Medien (Fotografie, Ton, Film und Video) als Kulturgut sowie deren Erschliessung und Zugänglichmachung. Der Verein fördert den Informationsaustausch und die optimale Nutzung von Ressourcen zwischen Institutionen und Personen, die in diesem Bereich tätig sind. Zudem gibt Memoriav den Anstoss zu konkreten Projekten und leistet Öffentlichkeitsarbeit.

## Leitung
An der Generalversammlung vom 22. April 2016 wurde Christine Egerszegi einstimmig zur neuen Präsidentin von Memoriav gewählt. Geführt werden die Geschäfte des Vereins seit 2018 von Cécile Vilas.

## Geschichte
Der Verein wurde am 1. Dezember 1995 von folgenden Institutionen gegründet:
- Schweizerische Nationalbibliothek, Bern
- Schweizerisches Bundesarchiv, Bern
- Schweizer Filmarchiv, Lausanne
- Schweizer Nationalphonothek, Lugano
- Schweizerische Radio- und Fernsehgesellschaft (SRG), Bern
- Bundesamt für Kommunikation, Biel

Als weiteres Gründungsmitglied kam 1998 das Schweizerische Institut zur Erhaltung der Fotografie, Neuenburg hinzu. 2006 zählte Memoriav nebst den sieben Gründungsmitgliedern 103 Kollektivmitglieder, 29 institutionelle Gönner sowie 30 individuelle Gönner.
Die Tätigkeit wird durch den Bund unterstützt. Für die Periode 1998 bis 2001 sprach der Bundesrat einen Beitrag von jährlich 1,8 Mio. Franken, für die Jahre 2002 bis 2005 je 3 Mio. Franken.
Am 16. Dezember 2005 verabschiedete das Parlament das Bundesgesetz über die Ausrichtung von Finanzhilfen an den Verein Memoriav, das per 1. Mai 2006 in Kraft tat. Für die Tätigkeit in den Jahren 2006 bis 2009 wurde mit einem einfachen Bundesbeschluss ein Rahmenkredit von 11,7 Mio. Franken bewilligt.
2012 trat das Kulturförderungsgesetz mit der ersten Kulturbotschaft in Kraft und löst das Bundesgesetz über die Ausrichtung von Finanzhilfen an den Verein Memoriav als gesetzliche Grundlage ab. Die Leistungsvereinbarung zwischen Memoriav und dem Bundesamt für Kultur wurde bis Ende 2015 verlängert.
Die zweite Kulturbotschaft, die die Kulturpolitik des Bundes für die Jahre 2016 bis 2020 vorschlug, widmete dem audiovisuellen Erbe erstmals ein eigenes Kapitel (Kapitel 2.2.4). Auf dieser Grundlage basierte die neue Leistungsvereinbarung 2016–2020 zwischen Memoriav und dem Bundesamt für Kultur.

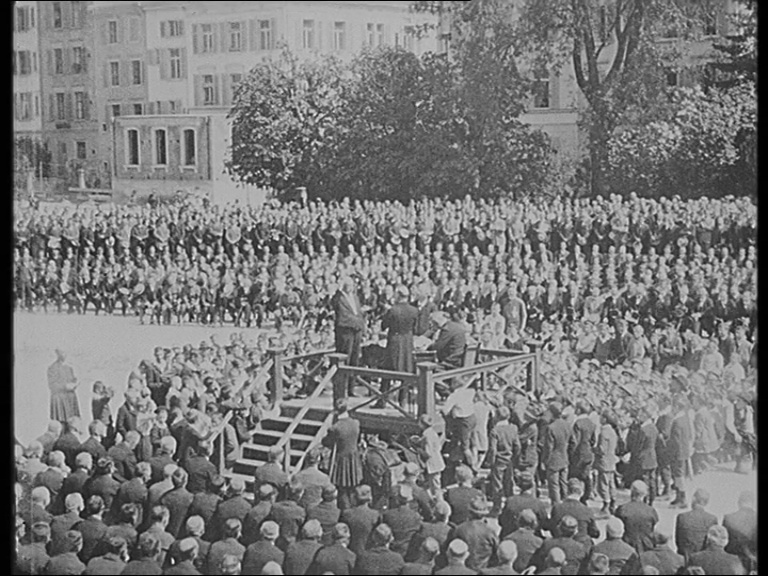
Standbild aus einem Film auf Memobase, Landammann Blumer an der Landsgemeinde 1923 (Link zum Film)

## Memobase
Memobase, betrieben von Memoriav, ist eine Aggregationsplattform für audiovisuelle Kulturgüter der Schweiz. In Kooperation mit Schweizer Gedächtnisinstitutionen (Archive, Bibliotheken und Museen) aller Landes- und Sprachregionen ermöglicht das Portal die Recherche nach professionell archivierten Fotografien, Filmen, Ton- und Videodokumenten sowie Radio- und Fernsehsendungen.